# Bánffy Eszter
Bánffy Eszter (Budapest, 1957. március 27. – ) magyar régész. A Budapesti Fesztiválzenekar Egyesület elnöke. Az Európai Tudományos és Művészeti Akadémia tagja. A történelemtudományok kandidátusa (1988), a Magyar Tudományos Akadémia doktora (2005).

## Életpályája
Szülei: Bánffy György (1927–2010) színművész és Sátory Tilda voltak. 1975-ben érettségizett a budapesti II. Rákóczi Ferenc Gimnáziumban. 1975–1980 között az ELTE Bölcsészettudományi Karon tanult régészetet. 1977–1982 között szintén az ELTE-n indológiát hallgatott. 1980-ban az Országos Evangélikus Könyvtár segédkönyvtárosa volt. 1981–1982 között a Magyar Tudományos Akadémia Kémiai Kutatóintézetében angol tanárként dolgozott. 1983-ban a Heidelbergi Egyetemen tanult ösztöndíjjal. 1983–1986 között a Magyar Tudományos Akadémia Régészeti Intézetében volt akadémiai aspirantúra. 1986–1988 között a Magyar Tudományos Akadémia Régészeti Intézetének tudományos segédmunkatársa, 1988–2005 között tudományos főmunkatársa, 2001–2008 között tudományos osztályvezetője, 2005-től tudományos tanácsadója, 2008–2011 között tudományos igazgató-helyettese volt. 2005-től a Régészek Európai Szövetségének elnökségi tagja. 2008-ban a Harvard Egyetem vendégkutatója volt. 2009-től a Szegedi Tudományegyetem címzetes egyetemi tanára.

### Munkássága
Kutatási területe a neolitikum és a rézkor régészete, az élelmiszer-termelésre való átmenet, az elméleti régészet és a korai vallások régészeti hagyatékai. A nyugat-dunántúli ásatások résztvevője és vezetője, újabban (2009) a Duna mentén is vezet kutatási programokat.

## Művei
- Cult Objects of the Lengyel Culture. Connections and Interpretation (1997)
- A Unique Prehistoric Idol of the Near East (2001)
- The 6th Millenium BC Boundary in Western Transdanubia and its Role in the Central European Transition(2004)
- The late Neolithic Tell Settlement at Polgár-Csőszhalom: the 1957 Excavation (Bognár-Kutzián Ida, 2007)
- The Early Neolithic in the Danube-Tisza Interfluve (2013)

## Díjai
- Révay József-díj (1986)
- Soros-ösztöndíj (1998-1999)
- Kuzsinszky Bálint-emlékérem (2007)
- Fulbright vendégkutatói ösztöndíj (2008)